# نيكولاس مارفيلت
نيكولاس مارفيلت (بالدنماركية: Nicholas Marfelt)‏ (15 سبتمبر 1994 في الدنمارك - ) هو لاعب كرة قدم دانمركي في مركز الدفاع. لعب مع سبارتا روتردام.

## روابط خارجية
- نيكولاس مارفيلت على موقع قاعدة بيانات كرة القدم.إي يو (الإنجليزية)
- نيكولاس مارفيلت على موقع Soccerway.com (الإنجليزية)